# Spathiphyllum grandifolium
Spathiphyllum grandifolium är en kallaväxtart som beskrevs av Adolf Engler. Spathiphyllum grandifolium ingår i släktet Spathiphyllum och familjen kallaväxter. Inga underarter finns listade.